# Romaric Belemene
Judicaël Romaric Belemene Dzabatou (nacido el 19 de febrero de 1997 en Pointe-Noire, República del Congo) es un jugador de baloncesto congoleño que actualmente pertenece a la plantilla del Baloncesto Fuenlabrada de la Primera FEB. Con 2,02 metros de estatura, su posición natural en la cancha es la de alero aunque puede también desempeñarse como ala-pívot.

## Trayectoria
Formado en las categorías inferiores del Unicaja Málaga, en 2013/14 forma parte de la plantilla del equipo filial de Liga EBA y con tan solo 16 años de edad debuta en LEB Oro con el vinculado Clínicas Rincón. En la temporada siguiente (2014/15) ya disputa 27 partidos en LEB Oro en los que promedia 7.2 puntos y 4.5 rebotes y juega sus primeros cuatro partidos en Liga ACB.
En la temporada 2015/16 continúa en la disciplina del Unicaja, con el que disputa un partido en Liga ACB, mientras forma parte del Clínicas Rincón en LEB Plata destacando con medias de 14.9 puntos y 4.5 rebotes. 
En 2016/17 es cedido al Bàsquet Manresa, jugando 30 partidos en ACB en los que promedió 2.6 puntos en algo más de 10 minutos por encuentro.
La temporada 2017-18 la disputa, también en calidad de cedido, en las filas del Unión Financiera Baloncesto Oviedo de LEB Oro, completándola con medias de 8.9 puntos y 4.5 rebotes. El 24 de julio de 2018 el Unicaja Málaga y el jugador llegan a un acuerdo para la  la extinción del contrato que unía a las dos partes.
Firma por el CB Breogán en la campaña 2018/19, participando en 31 encuentros de Liga ACB aunque con escaso protagonismo.
Tras comenzar la temporada 2019/20 en Polonia en las filas del Legia Varsovia con el que disputó la competición nacional, la FIBA Europe Cup y la ronda clasificatoria de la Basketball Champions League, en enero de 2020 regresa a España para jugar en las filas del Club Melilla Baloncesto de la Liga LEB Oro, disputando únicamente 8 partidos hasta que tuvo lugar la cancelación prematura de la temporada debido a la pandemia de covid-19.
En julio de 2020 el alero firma por el Leyma Basquet Coruña de LEB Oro para la temporada 2020/21, la cual completa con promedios de 5.1 puntos y 3.3 rebotes.
En agosto de 2021 se anunció su incorporación al Cáceres Patrimonio de la Humanidad para disputar la Liga LEB Oro 2021/22. Participó en la totalidad de los encuentros (39, incluyendo 5 de Playoffs), siendo titular en 34 de ellos y registró medias de 7.1 puntos y 4.6 rebotes.
El 26 de julio de 2022, firma por el Real Valladolid Baloncesto de la Liga LEB Oro. En la temporada 2022/23 disputó 34 partidos, incluyendo 3 de playoffs y la Semifinal de la Final Four, promediando 5.1 puntos y 3 rebotes.
El 12 de julio de 2024, firma por el firma por el Grupo Alega Cantabria de la Liga LEB Oro.
El 1 de agosto de 2025, firma por el Baloncesto Fuenlabrada de la Primera FEB.